# Afoou
Afoou est une petite ville du Togo située dans la préfecture de Bassar, dans la région de la Kara

## Géographie
Afoou est situé à environ 32 km de Kara.

## Vie économique
- Coopérative paysanne

## Lieux publics
- École primaire
- Dispensaire